# محمدنادر نعیم

## زندگی‌نامه
محمد نادر نعیم در سال ۱۳۴۴ خورشیدی در شهر کابل به دنیا آمد. او بیشتر عمر خود را در بیرون از افغانستان سپری کرده‌است. وی مکتب را تا صنف ششم در لیسه استقلال شهر کابل ادامه داد، سپس در سال ۱۹۷۷ یک سال قبل از کودتای ثور به رهبری حزب دموکراتیک خلق افغانستان با خانواده اش به لندن رفت و در آنجا تحصیلات ابتدایی را به پایان رسانید. پس از آن تحصیلات عالی خویش را در رشتهٔ کمپیوتر ساینس در دانشگاه نورت لندن بپایان رساند.
نادر نعیم در سال ۲۰۰۳ و پس از فروپاشی طالبان به افغانستان بازگشت و در همکاری با ظاهرشاه که آن زمان لقب بابای ملت را کسب کرده بود، در موقف‌های مختلف دولتی کار کرد. او برای مدتی هم بحیث سکرتر خاص ظاهرشاه وظیفه اجرا کرد. وی همچنان عضو کمیسیونی بود که به هدف شناسایی قاتلین سردار محمد داوود و خانواده وی ایجاد شده بود.محمد نادر نعیم به زبان‌های دری، پشتو و انگلیسی صحبت می‌کند و دارای دو فرزند است.